# Fête de San Gennaro
 (juin 2015).
Si vous disposez d'ouvrages ou d'articles de référence ou si vous connaissez des sites web de qualité traitant du thème abordé ici, merci de compléter l'article en donnant les références utiles à sa vérifiabilité et en les liant à la section « Notes et références ».

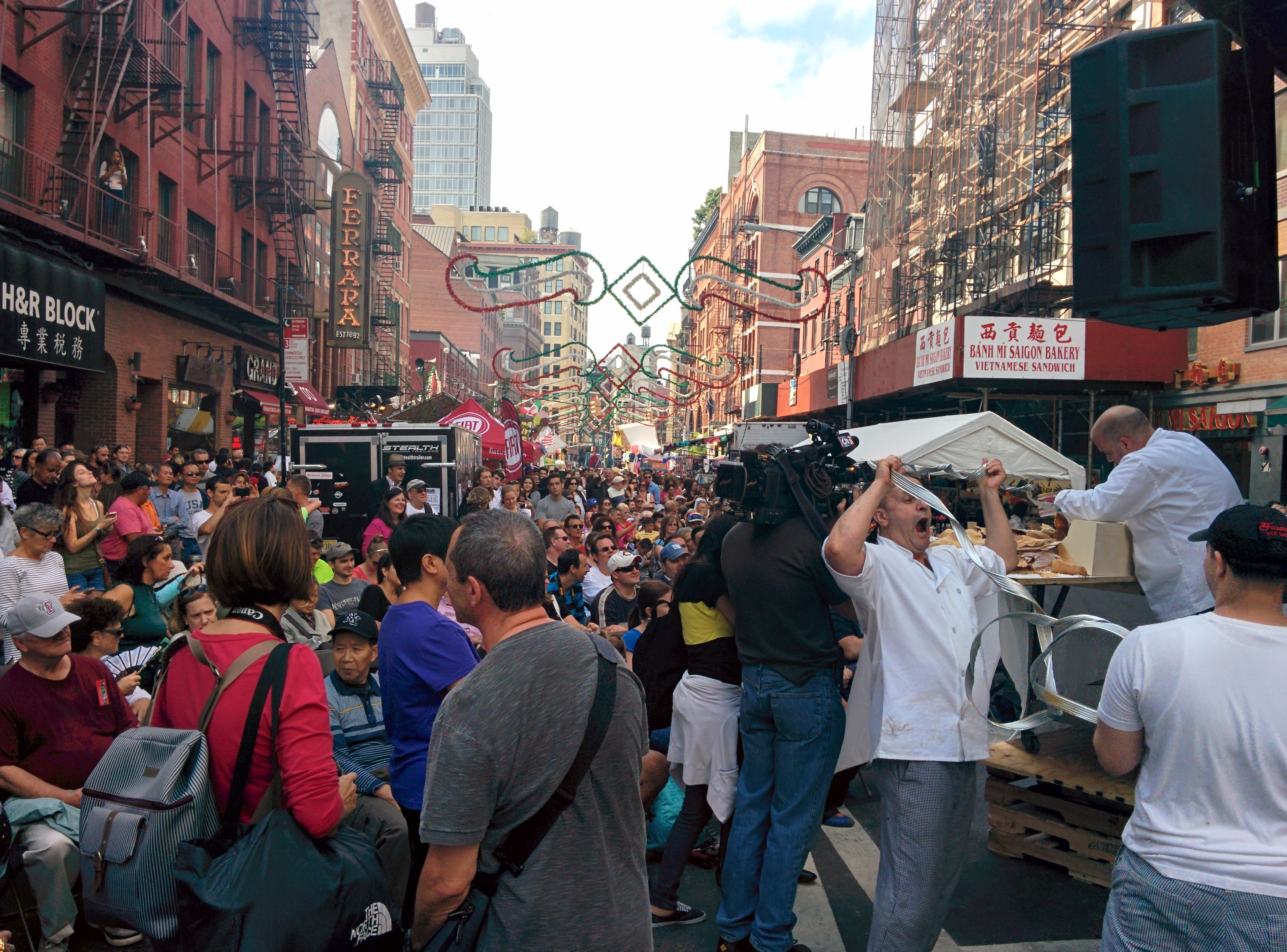
Fête de San Gennaro, en 2014.

La fête de San Gennaro est une fête religieuse qui a été instaurée en septembre 1926, à l'arrivée à New York des immigrants originaires de Naples, autour de Mulberry Street, à Little Italy, afin de perpétuer la tradition commémorée en Italie qui célèbre le saint patron napolitain, saint Janvier (en italien : San Gennaro). 
Cette fête se tient le 19 septembre du calendrier liturgique de l'Église catholique romaine.

## Source
- (en) Cet article est partiellement ou en totalité issu de l’article de Wikipédia en anglais intitulé « Feast of San Gennaro » (voir la liste des auteurs).